# Očice
Očice su bivše samostalno naselje s područja današnje općine Vitez, Federacija BiH, BiH.

## Povijest
Za vrijeme socijalističke BiH ovo je naselje pripojeno naselju Vitez.